# Resiliència (ecologia)

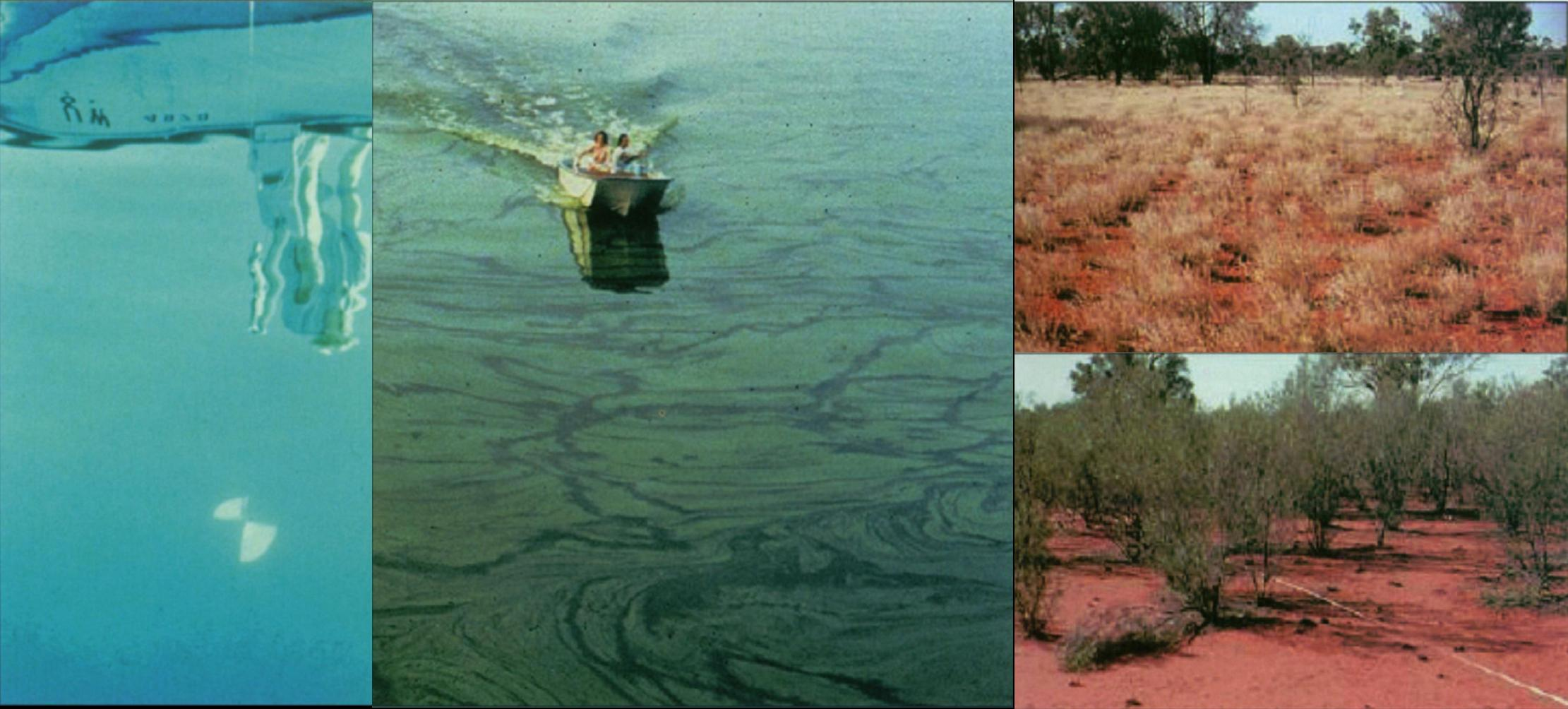
Ecosistemes de llac i mulga a Austràlia

Resiliència en ecologia és la capacitat d'un ecosistema per a respondre a una pertorbació biològica o a una alteració biològica, resistint els danys i recuperant-se ràpidament. Aquestes pertorbacions poden incloure esdeveniments estocàstics com són els incendis, inundacions, tempestes de vent, explosions de poblacions d'insectes i activitats humanes com la desforestació i la introducció d'espècies exòtiques d'animals o plantes. Alteracions de suficient magnitud o durada poden afectar profundament l'ecosistema i pot forçar un ecosistema per a arribar a un llindar a partir del qual predomini un diferent règim dels processos i estructures. Les activitats humanes poden afectar la resiliència d'un ecosistema, com són la reducció de la biodiversitat, l'explotació dels recursos naturals, contaminació, ús de la terra i canvi climàtic antropogènic, que són causes del règim de canvi en els ecosistemes, sovint en condicions menys desitjables i degradades.